# Třída Jubileum
Třída Jubileum je označení pro pět parníků společnosti White Star Line: Afric, Medic, Persic, Runic a Suevic. Byly vybudovány na přelomu 19. a 20. století, proto název Jubileum, všechny v loděnicích Harland & Wolff v Belfastu. Byly navrženy jako nákladní lodě vybavené i chladicím zařízením, takže často převážely zmražené maso, ale měly i prostory pro cestující s kapacitou 320 až 400. Sloužily na linkách z Liverpoolu do Sydney. Původně byly objednány jen tři parníky: Afric, Medic a Persic, ale linka byla hodně využívána, hlavně australskými imigranty, proto si White Star Line objednala ještě dva: Runic a Suevic.
Během první světové války byl Afric torpédován a potopen německou ponorkou. Zbývající čtyři lodě této třídy válku přežily a sloužili i po ní. Persic byl sešrotován v roce 1927 a zbývající tři lodě se dočkaly druhé světové války, ve které byly všechny tři potopeny: parníky Medic a Runic byly potopeny ponorkami a Suevic byl potopen vlastní posádkou.